# Agriculture en Azerbaïdjan
L'agriculture en Azerbaïdjan est l'un des secteurs économiques d'une importance stratégique pour le pays. Elle représente 6 % du PIB et emploie 36 % de la main d'œuvre.

## Histoire
Dans les premières décennies d'après-guerre, les principales cultures de rente de l'Azerbaïdjan étaient le coton et le tabac, mais dans les années 1970, le raisin est devenu la culture la plus productive. Une campagne anti-alcool à Moscou au milieu des années 1980 a contribué à une forte baisse de la production de raisin à la fin des années 1980.
Les réformes agraires menées en 1995 ont eu un impact sérieux sur la construction des relations de marché dans l'économie du pays, l'utilisation de la terre et de la propriété, la structure sectorielle et la formation de l'esprit d'entreprise.
La plupart des terres cultivées de l'Azerbaïdjan, qui totalisent plus d'un million d'hectares, sont irriguées par plus de 40 000 kilomètres de canaux et de pipelines. Le climat varié permet la culture d'une grande variété de cultures.
Selon les statistiques de 2013, il y avait 871 220 fermes et ménages ruraux, 2 343 entreprises agricoles, 2 593 fermes d'entrepreneurs individuels et 531 entreprises qui opèrent dans le secteur agricole de l'Azerbaïdjan.
En 2012, l'État a alloué 468,2 millions de manats (596,4 millions de dollars) au secteur agricole.
En 2016, la capacité de production de la majorité des produits de l'industrie agricole a augmenté par rapport à l'année précédente, mais la capacité de production de légumes et de potagers a diminué.
Le 19 août 2019, le président Ilham Aliyev a signé un décret portant création du Fonds d'assurance agraire et sur l'assurance agricole,.
Les produits agricoles d'une valeur de 204,7 millions de dollars ont été exportés entre janvier et juillet 2016.

## Production agricole
En 2022, la production de céréales est de 3,3 millions de tonnes, celle de fruits et légumes, de 3,5 millions de tonnes. Viennent ensuite 1 million de tonnes de pommes de terre, 1,2 million de tonnes de thé, 286000 tonnes de coton et 209000 tonnes de raisin. En production d'élevage on dénombre 2,6 millions de bovins, 7,9 millions d'ovins et 30 millions de volailles. La production de lait s'élève à 2,2 millions de tonnes et celle de viande à 610000 tonnes. Il faut mentionner aussi la production d'1,8 million d'oeufs. La production végétale et animale est dans l'ensemble en progression. Par exemple la production de viande en 2019 n'était que de 573000 tonnes.

## Programmes de l'État sur le développement de l'agriculture
Les programmes d'État suivants ont été conçus par le gouvernement de l'Azerbaïdjan afin d'être mis en œuvre sous le contrôle du ministère de l'Agriculture de la République d'Azerbaïdjan:
Le programme d'État pour le développement intensif de l'élevage et l'utilisation efficace des zones de pâturage;
Le programme d'État pour le développement de la culture des semences;
Le programme d'État pour le développement de la culture céréalière;
Le programme d'État sur le développement des agrumes en République d'Azerbaïdjan pour 2018-2025;
Le programme d'État pour le développement de la culture du thé en République d'Azerbaïdjan pour 2018-2027;
Le programme d'État pour le développement de la riziculture en 2018-2025;
Le programme d'État sur le développement de la culture du coton en République d'Azerbaïdjan pour 2017-2022;
Le programme d'État sur le développement de la coopération agricole en République d'Azerbaïdjan pour 2017-2022;
Le programme d'État sur le développement socio-économique des régions de la République d'Azerbaïdjan pour 2014-2018;
Le programme d'État sur l'approvisionnement alimentaire fiable de la population de la République d'Azerbaïdjan (2008-2015);
Le programme d'État sur le développement de la viticulture en République d'Azerbaïdjan en 2012-2020.